# دهستان نوبهار
دهستان نوبهار دهستانی در بخش مرکزی شهرستان گلبهار در استان خراسان رضوی ایران به مرکزیت روستای نوبهار است. این دهستان بر اساس مصوبه هیئت وزیران در تاریخ ۱۲ آبان ۱۳۹۹ تأسیس شد.